# مكتبة كركوك المركزية
المكتبة المركزية في كركوك، تأسست المكتبة المركزية العامة في محافظة كركوك بصورة مؤقتة في عام 1932 عندما كانت تديرها لجنة من المعلمين في دائرة المعارف، بعد ذلك وفي عام 1937 تأسست هذه المكتبة بصورة رسمية، وقد توالى العديد من المدراء بمختلف القوميات والأطياف لإدارتها من عام 1937 وحتى يومنا هذا.
في فيضان عام 1953 ونظرا لقربها من النهر خاصة لحقت أضرارا جسيمة بالكتب الموجودة فيها آنذاك، كما تعرضت البناية إلى حريق مما أدى إلى إحراق وإتلاف العديد من الكتب القيمة فيها. وتم إعادة تعميرها بشكل تام وإضافة القاعات والأقسام لها في عهد عبد الرحمن مصطفى. تم دعم المكتبة من قبل إدارة محافظة كركوك المتمثلة بعبد الرحمن مصطفى عن طريق شراء الكتب أو تجليد الكتب القديمة وإغنائها بالمصادر المتنوعة، وكذلك دعم المكتبة السيد فلك الدين كاكائي وزير الثقافة في حكومة إقليم كوردستان بالكتب والمصادر العديدة.

## وصلات خارجية
- الموقع الرسمي للمكتبة